# Браниця (Лодзинське воєводство)
Браниця (пол. Branica) — село в Польщі, у гміні Заполиці Здунськовольського повіту Лодзинського воєводства.
Населення — 169 осіб (2011).
У 1975-1998 роках село належало до Серадзького воєводства.

## Демографія
Демографічна структура станом на 31 березня 2011 року:
|          | Загалом | Допрацездатний вік | Працездатний вік | Постпрацездатний вік |
| -------- | ------- | ------------------ | ---------------- | -------------------- |
| Чоловіки | 83      | 11                 | 62               | 10                   |
| Жінки    | 86      | 15                 | 45               | 26                   |
| Разом    | 169     | 26                 | 107              | 36                   |